# José Luis Ceballos
José Luis Ceballos (* 23. Februar 1953 in Córdoba) ist ein ehemaliger argentinischer Fußballspieler auf der Position eines Stürmers.

## Laufbahn
Ceballos begann seine Profikarriere bei seinem Heimatverein Instituto AC Córdoba und wechselte nach einem Jahr zum Stadtrivalen Belgrano, in dessen Reihen er die Spielzeit 1974 verbrachte.
Nach weiteren Stationen bei San Lorenzo und Atalanta wechselte Ceballos 1976 erstmals ins Ausland und gewann mit Everton de Viña del Mar auf Anhieb die chilenische Meisterschaft. Im Entscheidungsspiel gegen Unión Española erzielte Ceballos im Rückspiel das 3:1.
Die Spielzeiten 1978/79 und 1979/80 verbrachte er erstmals in der mexikanischen Liga und gewann in diesen beiden Spielzeiten mit dem CD Cruz Azul jeweils den Meistertitel. Seinen dritten Meistertitel in Mexiko gewann er in der Saison 1982/83 mit dem Puebla FC.
1985 beendete er seine aktive Laufbahn in Reihen des mexikanischen Vereins Atlas Guadalajara. Dessen Heimat befindet sich in Mexikos zweitgrößter Stadt Guadalajara, in der Ceballos fortan seinen Lebensmittelpunkt behielt und später ein Lokal namens El Gauchito Cordobés eröffnete.

## Erfolge
- Mexikanischer Meister: 1979, 1980, 1983
- Chilenischer Meister: 1976